# Larder Lake
Larder Lake är en ort i Kanada.   Den ligger i provinsen Ontario, i den sydöstra delen av landet, 400 km nordväst om huvudstaden Ottawa. Larder Lake ligger 291 meter över havet och antalet invånare är 684. Den ligger vid sjön Larder Lake.
Terrängen runt Larder Lake är platt. Runt Larder Lake är det mycket glesbefolkat, med 2 invånare per kvadratkilometer.. Det finns inga andra samhällen i närheten. 